# Terre de Sienne

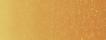
Échantillon de Terre de Sienne naturelle

La terre de Sienne est un pigment minéral naturel, de teinte ocre brune rougeâtre et utilisé en peinture.
Il provenait à l'origine de la région de la ville italienne éponyme, Sienne, mais on en trouve également en France dans les Ardennes, à Chypre, en Allemagne, en Angleterre, au Mexique, dans le sud de la Chine, etc.
La Terre de Sienne se trouve regroupée avec d'autres terres de composition similaire dans la référence PBr7 du Colour Index.

## Composition

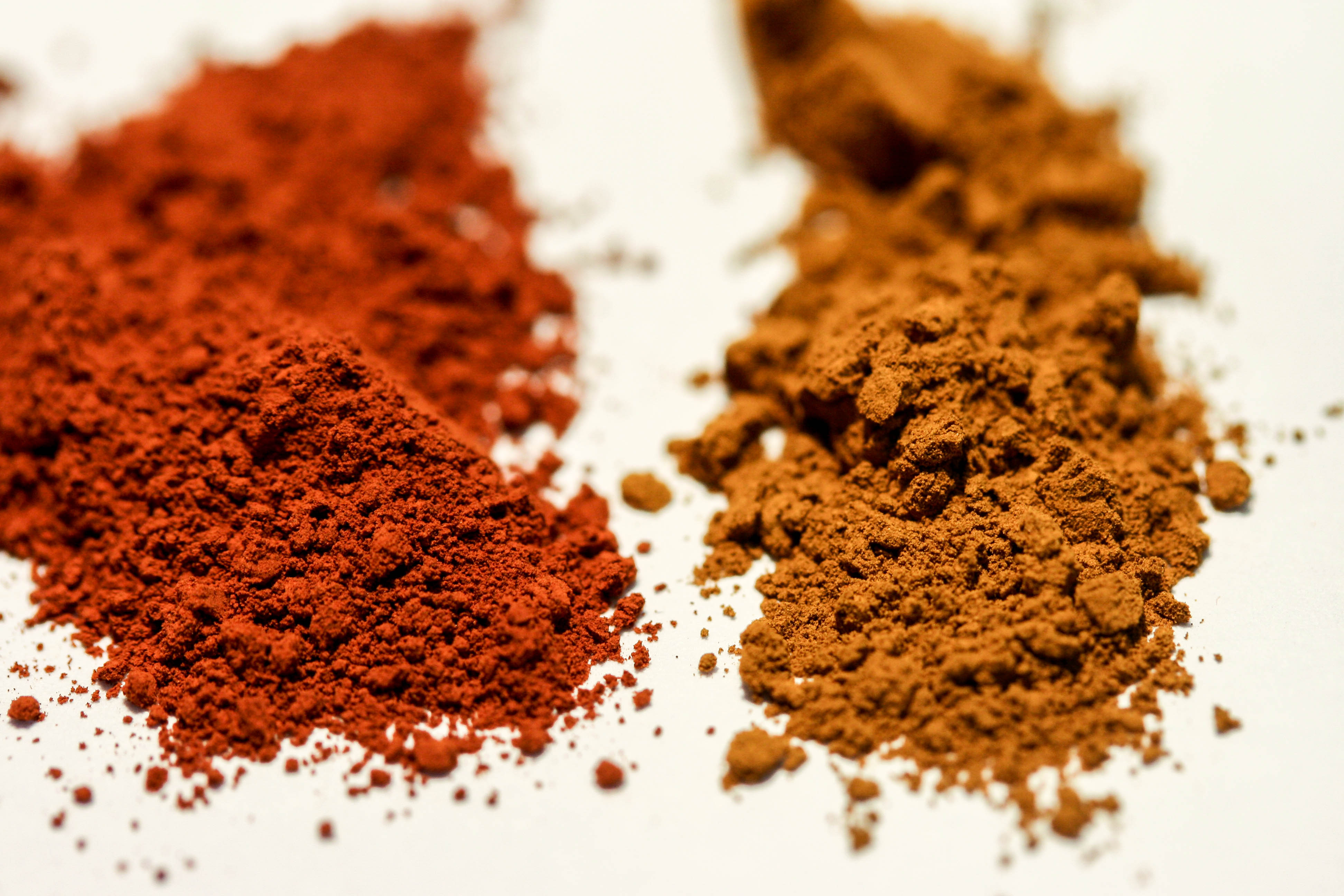
Pigments terre de Sienne, brûlée à gauche et naturelle, à droite.

Ce pigment est composé principalement d'oxyde de fer(III) Fe2O3 (de 40 à 50 %) et d'oxyde de manganèse (1,5 %) ainsi que d'argile. Elle se différencie de l'ocre en ce que dans cette dernière, l'argile domine.
Il existe deux versions du pigment « terre de Sienne » :
- naturelle
- brûlée (terre naturelle calcinée), contenant 45 à 70 % d'oxyde de fer rouge et beaucoup plus d'oxyde de manganèse que la Sienne naturelle. Plus rouge et opaque, sa teinte varie selon le degré de calcination.

Le pigment naturel, difficile à se procurer, est aujourd'hui remplacé par des oxydes de fer synthétiques (PY42 et PR101), moins subtils.

## Emploi en peinture
La terre de Sienne est utilisée dans toutes les techniques picturales :
- pour la peinture à l'huile et a tempera : elle fait partie des couleurs de base. Elle est prisée par les peintres pour sa transparence et sa solidité. Elle fut employée par exemple par Rembrandt. Très absorbant, le pigment demande cependant une importante quantité d'huile de broyage au détriment de son pouvoir couvrant et de sa siccativité, en particulier pour la Sienne naturelle, ce qui amène à ajouter un agent siccatif à l'huile. L'artiste peut aussi la mélanger avec un médium ;
- pour la réalisation de fresques, à l'intérieur ou à l'extérieur ;
- en usage décoratif, comme patine pour altérer une couleur, la vieillir.

La terre de Sienne est plus transparente que les autres terres ; elle absorbe beaucoup d'huile, ce qui ne manque pas de causer des inconvénients ; cependant, elle se trouve dans des œuvres de Corot, David, Géricault, Ingres, Rousseau (PRV3). 

## Histoire
D'usage très ancien, la terre de Sienne a pu être exportée d'Italie à une date ancienne, et vraisemblablement utilisée en France dès le XVIIe siècle (PRV3).
Watin mentionne la Terre de Sienne dans L'art du peintre en 1773  comme une couleur secondaire à côté des ocres et stil de grain servant à faire des bruns. En 1781, elle est suffisamment courante pour figurer au tarif de l'octroi à Paris.
Au cours des temps, la terre de Sienne a pu désigner des produits d'autres provenance, mais possédant les propriétés adéquates (PRV3).